# حبق أشعر
حبق أشعر (الاسم العلمي:Ocimum hirsutissimum) هو نوع من النباتات يتبع جنس الحبق من الفصيلة الشفوية.